# Trigastrotheca tricolor
Trigastrotheca tricolor är en stekelart som beskrevs av Donald L.J. Quicke och Ingram 1993. Trigastrotheca tricolor ingår i släktet Trigastrotheca och familjen bracksteklar. Inga underarter finns listade i Catalogue of Life.